# Frändefors
Frändefors – miejscowość (tätort) w zachodniej Szwecji, w regionie administracyjnym (län) Västra Götaland (gmina Vänersborg).
Miejscowość położona jest w prowincji historycznej (landskap) Dalsland, ok. 15 km na północ od Vänersborga przy drodze E45 i linii kolejowej Norge/Vänerbanan (Göteborg – Kil/Kornsjø).
W pobliżu przepływającej przez centrum miejscowości rzeki Frändeforsån znajduje się kościół Frändefors kyrka, zbudowany w latach 1797-1800 niedaleko nieistniejącego już budynku kościoła pochodzącego prawdopodobnie z XIII w.
W 2010 r. Frändefors liczyło 613 mieszkańców.